# Wimbledon 2016 – seniorská čtyřhra legend
Seniorská čtyřhra legend ve Wimbledonu 2016 probíhala na přelomu června a července 2016. Do londýnského grandslamu nastoupilo osm párů. Soutěž probíhala v rámci dvou čtyřčlenných skupin. V základní skupině se páry utkaly systémem „každý s každým“. Vítězná dvojice z každé skupiny postoupila do finále.
Titul vybojoval australský pár Todd Woodbridge a Mark Woodforde, který ve finále zdolal nizozemské veterány a obhájce titulu Jacco Eltingha a Paula Haarhuise po dvousetovém průběhu 6–2 a 7–5.

## Herní plán
| Legenda                                                       |                                                                        |                                                   |
| - Q – kvalifikant - WC – divoká karta - LL – šťastný poražený | - Alt – náhradník - SE – zvláštní výjimka - PR/SR – žebříčková ochrana | - w/o – bez boje - r – skreč - d – diskvalifikace |

### Finále
| Finále |                                |   |   |  |
|        |                                |   |   |  |
|        |                                |   |   |  |
|        | Todd Woodbridge Mark Woodforde | 6 | 7 |  |
|        | Jacco Eltingh Paul Haarhuis    | 2 | 5 |  |

### Skupina A
|    |                                 | M Bahrami P McEnroe | J Bates A Järryd | R Leach C Pioline | T Woodbridge M Woodforde | Zápasy | Sety | Hry   | Pořadí |
| A1 | Mansour Bahrami Patrick McEnroe |                     | 3–6, 3–6         | 6–4, 6–3          | 7–5, 2–6, [7–10]         | 1–2    | 3–4  | 27–31 | 2.     |
| A2 | Jeremy Bates Anders Järryd      | 6–3, 6–3            |                  | 5–7, 4–6          | 3–6, 2–6                 | 1–2    | 2–4  | 26–31 | 3.     |
| A3 | Rick Leach Cédric Pioline       | 4–6, 3–6            | 7–5, 6–4         |                   | 4–6, 2–6                 | 1–2    | 2–4  | 26–33 | 4.     |
| A4 | Todd Woodbridge Mark Woodforde  | 5–7, 6–2, [10–7]    | 6–3, 6–2         | 6–4, 6–2          |                          | 3–0    | 6–1  | 36–20 | 1.     |

Pořadí bylo určeno na základě následujících kritérií: 1) počet vyhraných utkání; 2) počet odehraných utkání; 3) u dvou párů se stejným počtem výher rozhodoval vzájemný zápas; 4) u tří párů se stejným počtem výher rozhodovalo: a) procento vyhraných setů, b) procento vyhraných her; 5) rozhodnutí řídící komise.

### Skupina B
|    |                              | J Eltingh P Haarhuis | S Casal E Sánchez | H Leconte J Tarango | M Petchey C Wilkinson | Zápasy | Sety | Hry   | Pořadí |
| B1 | Jacco Eltingh Paul Haarhuis  |                      | 6–3, 6–4          | 6–3, 7–5            | 7–6(7–2), 6–3         | 3–0    | 6–0  | 38–24 | 1.     |
| B2 | Sergio Casal Emilio Sánchez  | 3–6, 4–6             |                   | 2–6, 4–6            | 5–7, 2–6              | 0–3    | 0–6  | 20–37 | 4.     |
| B3 | Henri Leconte Jeff Tarango   | 3–6, 5–7             | 6–2, 6–4          |                     | 3–6, 3–6              | 1–2    | 2–4  | 26–31 | 3.     |
| B4 | Mark Petchey Chris Wilkinson | 6–7(2–7), 3–6        | 7–5, 6–2          | 6–3, 6–3            |                       | 2–1    | 4–2  | 34–26 | 2.     |

Pořadí bylo určeno na základě následujících kritérií: 1) počet vyhraných utkání; 2) počet odehraných utkání; 3) u dvou párů se stejným počtem výher rozhodoval vzájemný zápas; 4) u tří párů se stejným počtem výher rozhodovalo: a) procento vyhraných setů, b) procento vyhraných her; 5) rozhodnutí řídící komise.